# Distrito Escolar Independiente de Richardson

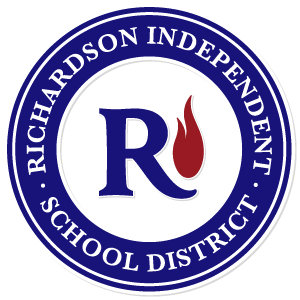
Escudo de Richardson

El Distrito Escolar Independiente de Richardson (Richardson Independent School District o RISD en inglés) es el distrito escolar del estado de Texas, Estados Unidos. Su sede está en Richardson. Sirve a partes de Richardson, Dallas, y Garland en el Condado de Dallas.

## Escuelas

### Escuelas secundarias
1. Lloyd V. Berkner High School (EN)
2. Lake Highlands High School (EN) y Lake Highlands Freshman Center
3. J.J. Pearce High School (EN)
4. Richardson High School (EN)

### Escuelas medias
- Apollo Junior High School
- Forest Meadow Junior High School
- Lake Highlands Junior High School
- Liberty Junior High School
- Parkhill Junior High School
- Richardson North Junior High School
- Richardson West Junior High School
- Westwood Junior High School

### Escuelas primarias
1. Aikin Elementary School
2. Arapaho Classical Magnet School
3. Audelia Creek Elementary School
4. Big Springs Elementary School
5. Bowie Elementary School
6. Brentfield Elementary School
7. Carolyn G. Bukhair Elementary School
8. Canyon Creek Elementary School
9. Dartmouth Elementary School
10. Dobie Primary School
11. Dover Elementary School
12. Forest Lane Academy
13. Forestridge Elementary School
14. Greenwood Hills Elementary School
15. Hamilton Park Pacesetter Magnet
16. Jess Harben Elementary School
17. Lake Highlands Elementary School
18. Mark Twain Elementary School
19. Math/Science/Technology Magnet School
20. Merriman Park Elementary School
21. Mohawk Elementary School
22. Moss Haven Elementary School
23. Northlake Elementary School
24. Northrich Elementary School
25. Northwood Hills Elementary School
26. O. Henry Elementary School
27. Prairie Creek Elementary School
28. Prestonwood Elementary School
29. Richardson Heights Elementary School
30. Richardson Terrace Elementary School
31. Richland Elementary School
32. RISD Academy
33. Skyview Elementary School
34. Spring Creek Elementary School
35. Spring Valley Elementary School
36. Springridge Elementary School
37. Stults Road Elementary School
38. Thurgood Marshall Elementary School
39. Wallace Elementary School
40. White Rock Elementary School
41. Yale Elementary School